# Cantonul Lisieux-3
Cantonul Lisieux-3 este un canton din arondismentul Lisieux, departamentul Calvados, regiunea Basse-Normandie, Franța.

## Comune
- La Boissière
- La Houblonnière
- Lessard-et-le-Chêne
- Lisieux (parțial, reședință)
- Le Mesnil-Eudes
- Le Mesnil-Simon
- Les Monceaux
- Le Pré-d'Auge
- Prêtreville
- Saint-Désir
- Saint-Germain-de-Livet
- Saint-Jean-de-Livet
- Saint-Pierre-des-Ifs